# Bathyarca pectunculoides
Bathyarca pectunculoides är en musselart som först beskrevs av Scacchi 1833.  Bathyarca pectunculoides ingår i släktet Bathyarca och familjen Arcidae. Enligt den svenska rödlistan är arten otillräckligt studerad i Sverige. Arten förekommer i Götaland. Artens livsmiljö är havet. Inga underarter finns listade i Catalogue of Life.